# Tomáš Petera
Tomáš Petera (* 19. února 1971 Praha) je český podnikatel a tenisový trenér. Jeho otcem byl basketbalový trenér Pavel Petera.

## Osobní život
Jako malý se toužil profesionálním hokejistou, do patnácti let hrával za Slavii a Spartu. V roce 1989 absolvoval Gymnázium Nad Štolou v Praze, později si doplnil ještě trenérskou třídu při FTVS UK a následně získal i titul MBA na A&W Business School v Praze. Hovoří plynně anglicky a rusky. S atletkou Denisou Němcovou má dvojčata Kristýnu a Patrika. Momentálně[kdy?] je ženatý s manželkou Terezou, s níž má dceru Sáru a syna Sebastiána.

## Trenérská činnost
Po skončení aktivní hráčské kariéry v tenisu v roce 1995 se začal věnovat trenérské činnosti. Byl osobním trenérem řady tenistů Petra Kordy (vítězství na Australian Open), Bohdana Ulihracha, Martina Damma a Andrey Hlaváčkové. Zároveň byl také kapitánem Fedcupového týmu.

## Podnikání
Jeho podnikatelské aktivity souvisí od roku 1998 se společností Perinvest a.s., která se věnuje především organizaci sportovních akcí: Federation Cup, Davis Cup, Basketball Final Four. Mezi nejznámější projekty Perinvestu v ČR patří NHL v Česku, Prague Open, Ostrava Open nebo Oktagon.
Od roku 1999 je jedním z akcionářů české sázkové společnosti Tipsport.
V letech 2000–2008 byl s Miroslavem Černoškem spolumajitelem agentury Česká sportovní, která stála za atletickým mítinkem Zlatá tretra (v letech 2002–2005 zde působil jako ředitel).
V letech 2000–2003 byl minoritním vlastníkem FC Slovanu Liberec, s nímž byl u jeho historicky prvního ligového titulu v roce 2002. Podporoval také fotbal v Drnovicích a na Kladně.
V letech 2003–2012 byl majitelem fotbalového klubu Baník Ostrava, který několikrát dovedl do evropských pohárů. Jednou přes prvenství v lize (2003/04), podruhé přes vítězství v domácím poháru (2004/05) a pak dvakrát přes třetí místo v lize (2007/08 a 2009/10). Baník se během jeho éry stal po Spartě druhým nejpopulárnějším sportovním klubem v zemi. Opustil jej až po ztrátě dotací a podpory stavby nového stadionu ze strany magistrátu Ostravy.
V letech 2006–2009 působil na postu ředitele v projektu Praha olympijská. V rámci kandidatury České republiky na LOH 2016 nebo 2020 prosazoval pro umístění olympijských sportovišť také Ostravu.
Od roku 2012 je majitelem společnosti Tennis Arena s.r.o.

## Kontroverze

### Majitel Baníku Ostrava

#### Neprůhledná vlastnická struktura
V lednu 2003 se stal majitelem fotbalového klubu FC Baník Ostrava, který získal ligový titul v následujícím roce. Baník koupil od Aloise Hadamczika a Petra Lamicha pro bývalé tenisty Daniela Vacka a Vojtěcha Flégla, kteří několik let vystupovali v roli majitele klubu. K vlastnictví klubu se přiznal až v létě roku 2009, neboť do roku 2008 figuroval v agentuře Česká sportovní a jeho obchodní partner Miroslav Černošek si nepřál, aby se při tom vědělo o jeho působení v Baníku.
Po odtajnění vlastnické struktury v roce 2009 sice zdůraznil, že Baník není na prodej, ale po skončení partnerské smlouvy s Mittalem v létě roku 2007 nutně hledal pro klub nového strategického partnera. Akvizicí Lee Hyung-Sanga se neúspěšně pokoušel oslovit v této věci jihokorejskou automobilku Hyundai. V roce 2011 po vzniku finančních problémů klubu a pošramocení vztahů s městem kvůli pozastavení stavby nového fotbalového stadionu ve Svinově začal hledat pro klub také nového majitele. Jednal o tom s Pavlem Kubinou nebo Janem Světlíkem, oba ale nakonec odmítli. Spekulovanou variantou byl také vstup zahraničního investora.
V únoru 2012 prodal celý klub firmě SMK Reality Invest, jejímž spoluvlastníkem byl Petr Šafarčík, se kterým Petera už předtím spolupracoval v marketingové oblasti. Během mistrovské sezóny 2003/04 přenechal jeho firmě PAM market marketingová práva Baníku pro jednání se sponzory kvůli lepší znalosti místního prostředí.

#### Plán přestavby Bazalů na byty
Spousta fanoušků mu už od počátku jeho působení v Baníku nemohla přijít na jméno za to, že plánoval stěhování Baníku z ikonického stadionu Bazaly. On sám totiž několikrát naznačil záměr postavit na místě Bazalů bytové domy, což si fanoušci vyložili tak, že sleduje svůj vlastní finanční prospěch a je mu jedno, že Baník pak bude hrát na fanoušky neoblíbeném atletickém stadionu ve Vítkovicích v moravské části Ostravy. Přitom jeho záměrem bylo, aby z utržených peněz byla spolufinancována stavba nového stadionu a stabilizována finanční situace klubu. Celou situaci však brzdily dohady o stabilitě podloží pod Bazaly pro bytové domy, o potřebné změně územního plánu a především zvažování alternativ nového domovského stadionu Baníku.
V prosinci 2011 nakonec opravdu prodal stadion Bazaly developerské společnosti SMK Reality Invest.

#### Snaha o ligové reformy
Koncem roku 2006 vzedmul vlnu snahy o reformu nejvyšší soutěže v podobě zavedení videorozhodčích, platových stropů pro hráče nebo snížení počtu profesionálních týmů. Nebo také odloučení ligového vedení od fotbalového svazu.

#### Zavedení karty fanouška
K příznivcům Baníku se snažil být otevřený a vstřícný (mj. pořádal debaty s fanoušky a založil si také blog Tomáše Petery na stránkách klubu), což se nakonec stalo nejen pro něj, ale i pro celý klub kontraproduktivní. Baníku ublížila i s tím spojená nepovedená prezentace Karty fanouška v červnu 2010, která zůstala nepochopena a stala se i jakousi roznětkou mezi vedením a skalními příznivci. Ti ho hlavně v posledním půlroce jeho působení nejednou vyzývali k odchodu z klubu.

#### Vysoké dluhové zatížení
Koncem jeho éry se klub velmi zadlužil. Po svém odchodu z klubu uznal, že propadl přílišné chuti po sportovním úspěchu. S odstupem času označil za strategickou chybu, že povýšil sportovní zájem klubu nad ten ekonomický, a přiznal se, že chodil do finančního a ekonomického rizika.
V létě roku 2008 udržel opory v čele s účastníky právě odehraného Eura Svěrkoše a Galáska. Jenže pak nevyšel boj v evropském poháru se Spartakem Moskva. Podobný scénář se opakoval o 2 roky později, kdy po těsné ztrátě mistrovského titulu v závěru sezóny 2009/10 a konečném třetím místě přišlo výrazné rozšíření kádru o 8 hráčů v letním přestupním období roku 2010. Jenže ani pak se přes Mogilev nepodařilo postoupit do hlavní fáze evropského poháru. Tyto výsledky v kombinaci s absencí dostatečné podpory města a minimálně jednoho velkého koncernu vyústily ve finanční průšvih, který ho stál v sezónách 2008/09 a 2009/10 po 30 milionech korun a další dotace klubu z vlastní kapsy si již nemohl dovolit.
Podle bývalých hráčů Petra Wojnara a Reného Bolfa mohl za zkázu celého Baníku. Podle fanoušků a Aloise Hadamczika Petera celý klub vytuneloval. To Petera rozhodně odmítl s tím, že v takovém případě by nevystupoval pod svým vlastním jménem, na svůj vlastní obličej a nedělal by kroky, které od svého vstupu do Baníku dělal.
Za dobu svého působení v Baníku údajně několikrát lhal, mezi nepravdivá tvrzení měla patřit například tato: „Pokud bychom měli peníze od Temešváru, tak nemáme žádný dluh. Je to méně než třicet milionů korun." (ohledně neuhrazeného přestupu Lukáše Magery rumunskou protistranou) nebo „To není pravda. Zrovna včera jsem to kontroloval." (odpověď na otázku zda Baník dluží zaměstnancům). V létě 2011 přitom hráč Zbyněk Musiol při svém odchodu z Baníku uvedl, že nebyla výjimkou období, kdy hráčům A-mužstva klub dlužil základní platy třeba dva měsíce v kuse, o prémiích a bonusech ani nemluvě. Hráči jiných mužstev neviděli výplaty třeba půl roku, stejně jako trenéři mládeže, podobné to bylo i u zaměstnanců klubu. Dále v dubnu 2013 bývalý generální manažer Baníku Verner Lička v rozhovoru uvedl, že nedostával plat od října 2010 do roku 2012, kdy byla jeho funkce zrušena.
V roce 2008 vznikl Peterovi blíže nespecifikovaný závazek vůči Václavu Svěrkošovi. Baník se jako ručitel zavázal dluh uhradit v případě, že nebude vypořádán Peterou. Po akcionářské změně v Baníku v roce 2012 došlo ke zpochybňování nároků Svěrkoše a případ se ještě začal komplikovat novými dluhy Baníku za Svěrkošův plat a bonusy během jeho angažmá v letech 2011 až 2014. Proto Svěrkoš vůči Baníku zahájil řízení u FAČR, kde se domáhal dluhu za hráčské odměny. Bylo také zahájeno exekuční řízení vůči Baníku i samotnému Peterovi. Po převzetí klubu Václavem Brabcem proběhla řada jednání s pány Brabcem, Peterou, Šafarčíkem a jejich právními zástupci a v roce 2017 vyústila v dohodu všech zúčastněných a ukončení soudních sporů.

### Vedení společnosti Praha Olympijská
Byl ředitelem společnosti Praha Olympijská, do které magistrát hl. města Prahy pod tehdejším vedením Pavla Béma vložil více než 70 milionů korun za účelem kandidatury Prahy na LOH 2016, příp. 2020. Praha však spolu s Baku neprošla ani přes základní výběrová řízení.

### Zmizení Miroslava Kříže
Tomáš Petera se v květnu 2010 viděl s Miroslavem Křížem jako poslední člověk v luxusní restauraci Chagall's na pražském Novém Městě v rámci rautu, který Kříž pořádal pro své přátele. S nimi měl v plánu řešit fotbalové přestupy a sledovat přátelské mezistátní utkání mezi Tureckem a Českem a poté finále fotbalové Ligy mistrů. Jedním z pozvaných byl také Tomáš Petera, v té době majitel Baníku Ostrava a také dlouholetý Křížův přítel.
Petera s Křížem spolu řešili přestupy hráčů mezi jejich kluby (Baníkem a Plzní). Kříž Peteru upozornil, že čeká důležitý telefonát, po kterém bude muset jednání přerušit. Po chvíli mu opravdu zazvonil jeden z pěti telefonů, které měl k dispozici, po telefonátu shrábl své mobily, řekl, že se vrátí nejpozději do hodiny a čtvrt, a odešel. V restauraci začali řešit Křížovo zmizení až ve chvíli, kdy se dlouho nevracel. V tu chvíli už se mu nedalo dovolat ani na jeden z jeho početné zásoby telefonů.
V prosinci 2011 vyšlo najevo, že Kříž zmizel beze stopy a byl prohlášen za mrtvého.